# Apeadero de Ganfei
El Apeadero de Ganfei, originalmente denominado de Ganfey, es una estación ferroviaria abandonada de la Línea de Miño, que servía a la localidad de Ganfei, en el municipio de Valença, en Portugal.

## Historia
El trozo de la Línea de Minho entre Valença y Lapela, donde se encontraba este apeadero se abrió al público el 15 de junio de 1913.
En los horarios de junio de 1913, el Apeadero de Ganfey era servido por los trenes entre Porto-São Bento y e  Lapela.